# نائب المدير (مسلسل)
نائب المُدير (بالإنجليزية: Vice Principals) مسلسل كوميدي أمريكي، بطولة داني ماكبرايد، والتون جوجينز، جورجيا كينغ، بوسي فيليبس، كيمبرلي هيبرت غريغوري، شون ماكيني وشيا ويغام. ومن إعداد داني ماكبرايد وجودي هيل. طلبت قناة «HBO» المسلسل في مايو 2014 بثمانية عشرة حلقة تقسم على موسمين. بدأ تصور المسلسل في 2015. وعرض لأول مرة في 17 يوليو، 2016 على قناة «HBO».

## القصة
يتابع المسلسل حياة نيل غامبي (داني ماكبرايد) مُدرس ونائب مدير مدرسة نورث جاكسون الثانوية. يطمح ان يترفع إلى منصب مدير المدرسة بعد أن يتقاعد مدير المدرسة الحالي.

## الممثلين والشخصيات

### شخصيات رئيسية
- داني ماكبرايد بدور نيل غامبي، مدرس ونائب مدير مدرسة نورث جاكسون الثانوية.
- والتون جوجينز بدور لي راسل[4]
- كيمبرلي هيبرت غريغوري بدور الدكتورة بيليندا براون[5]
- جورجيا كينغ بدور أماندا سنودغراس
- شون ماكيني بدور دايشون[6]
- بوسي فيليبس بدور غايل ليبتراب
- شيا ويغام بدور راي ليبتراب

## وصلات خارجية
- نائب المدير على موقع IMDb (الإنجليزية)
- نائب المدير على موقع ميتاكريتيك (الإنجليزية)
- نائب المدير على موقع روتن توميتوز (الإنجليزية)
- نائب المدير على موقع كينوبويسك (الروسية)
- نائب المدير على موقع ألو سيني (الفرنسية)
- نائب المدير على موقع قاعدة بيانات الفيلم (الإنجليزية)